# 돈 키퍼

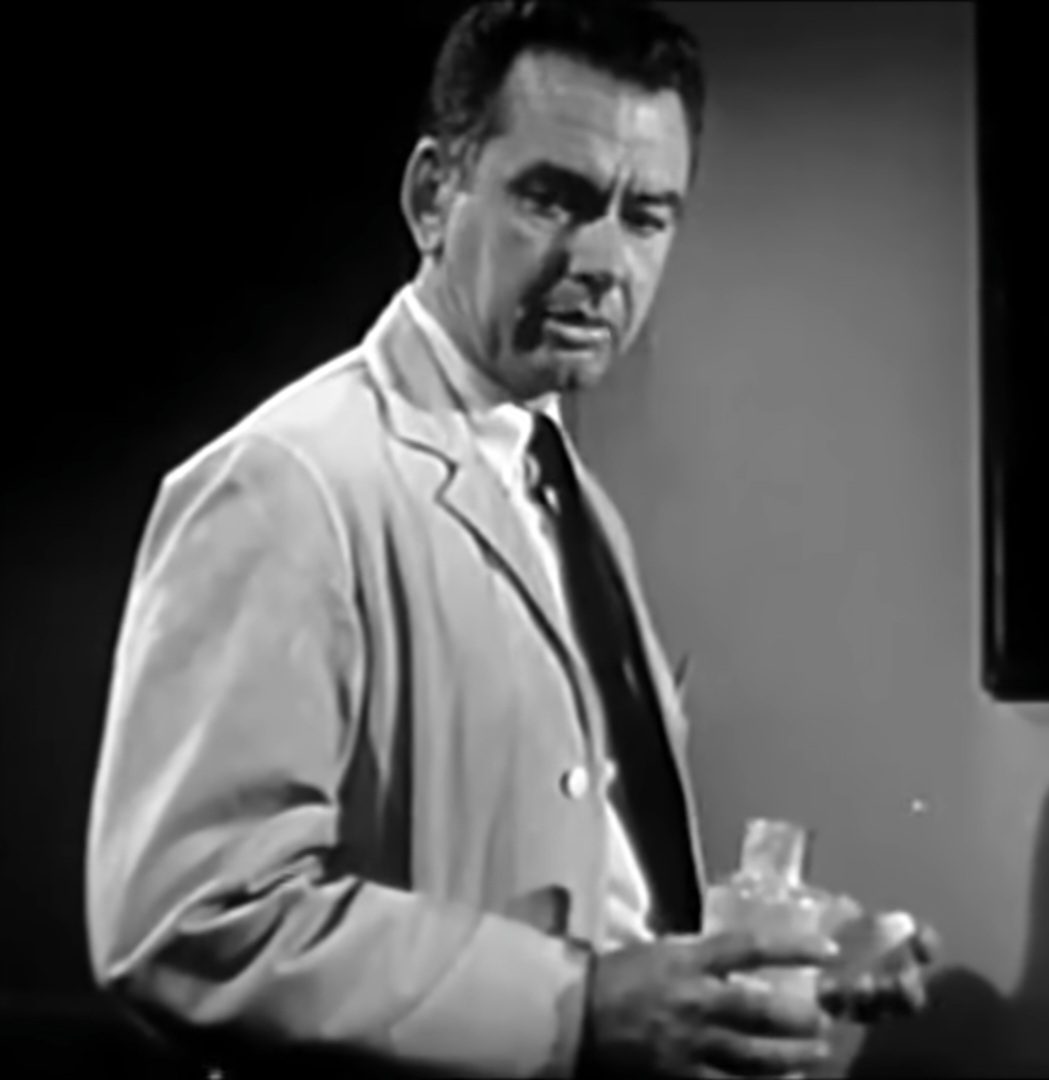

돈 키퍼(Don Keefer, 1916년 8월 18일 ~ 2014년 9월 7일)는 미국의 배우, 텔레비전 배우이다.
셔먼오크스에서 사망하였다.

## 영화
- 라이어 라이어 (1997년)
- 피켓 펜스 (1992년)
- 마지막 홈런 (1985년)
- 크립쇼 (1982년)
- 두 얼굴의 사나이 (1977년)
- 형사 Q (1976년)
- 더 영 너즈 (1973년)
- 명탐정 바나비 존즈 (1973년)
- 워킹 톨 (1973년)
- 창공의 에이스 엘리 (1973년) - 미스터 파슨스 역
- 슬리퍼 (1973년)
- 추억 (1973년)
- 그리솜 갱단 (1971년)
- 닥터 웰비 (1969년)
- 시카고 시카고 (1969년)
- 내일을 향해 쏴라 (1969년)
- 러시안스 (1966년)
- FBI (1965년)
- 보난자 (1959년)
- 서부의 파라딘 (1957년)
- 딜론 보안관 (1955년)
- 애너폴리스 스토리 (1955년)
- 디즈니랜드 (1954년) - 존 프렌티스 역
- 라이오트 인 셀 블락 11 (1954년)
- 케인호의 반란 (1954년)
- 세일즈맨의 죽음 (1951년)